# QX Gaygalan 2000
QX Gaygalan 2000 var den andra QX Gaygalan och den hölls på Munchenbryggeriet i Stockholm den 29 januari 2000. Galan leddes för andra året i rad av Kayo. Priserna delades ut till personer som nominerats av tidningen QX läsare. Det delades ut priser i sjutton kategorier, sexton av dessa hade röstats fram av läsarna. Det artonde, QX hederspris, beslutas av tidningen och det gick till Eva Dahlgren.

## Vinnare och nominerade
Vinnare markeras med fetstil, nominerade anges när uppgift finns:
| Årets homo/bi | Årets hetero |
| --- | --- |
| - Jerker Dalman, vinnare Expedition: Robinson - Calle Norlén - Eva Dahlgren - Maria Sjödin - Richard Engfors                 | - Henrik Johnsson - Gabriella Ahlström - Charlotte Nilsson                                                       |
| Årets hederspristagare | |
| Eva Dahlgren | |
| Årets drag | Årets DJ |
| - RuHarriet - Missy F - Missis Green                                                                                         | - Stonebridge - Pamela - Christer Broman                                                                         |
| Årets gayklubb | Årets kafé |
| - Tip Top - Patricia - Propaganda                                                                                            | - Chokladkoppen - Gretas - Viva espresso                                                                         |
| Årets restaurang | Årets bar |
| - Mandus - Nils Emils bakficka - Restaurangen                                                                                | - Side Track - Gretas - Häcktet                                                                                  |
| Årets låt | Årets bok |
| - Take me to your heaven – Charlotte Nilsson - New York City Boy – Pet Shop Boys - That Don't Impress Me Much – Shania Twain | - Bög - så funkar det – Calle Norlén - Onans bok – Ola Klingberg - Fittstim – Belinda Olsson, Linda Skugge m.fl. |
| Årets TV-program | Årets film |
| - Expedition: Robinson - Ally McBeal - Silikon                                                                               | - Allt om min mamma - Star Wars Episode I - Go!                                                                  |
| Årets sajt | Årets butik |
| - www.sylvester.nu - www.corky.nu - www.rfsl.se                                                                              | - Clark's Case - Ikea - Paul & Friends                                                                           |
| Årets flipp: | |
| - Stockholm Pride - Schlagerfestivalen - Billykillarna                                                                       | |
| Årets flopp | |
| - Ken, för sina uttalnaden om homosexualitetens onaturlighet - Susanne Backman - Tillståndsnyndigheten                       | |